# قطعنامه ۲۹۶ شورای امنیت
قطعنامه ۲۹۶ شورای امنیت سازمان ملل متحد که در تاریخ ۱۸ اوت ۱۹۷۱ تصویب شد، سندی بین‌المللی دربارهٔ پذیرش اعضای جدید سازمان ملل متحد: بحرین است. این قطعنامه طی نشست ۱٬۵۷۵ام
با ۱۵ موافق،۰ مخالف و۰ ممتنع تصویب شد.